# Eudonia geminoflexuosa
Eudonia geminoflexuosa là một loài bướm đêm trong họ Crambidae.